# Gottfried Heinrich Melzer

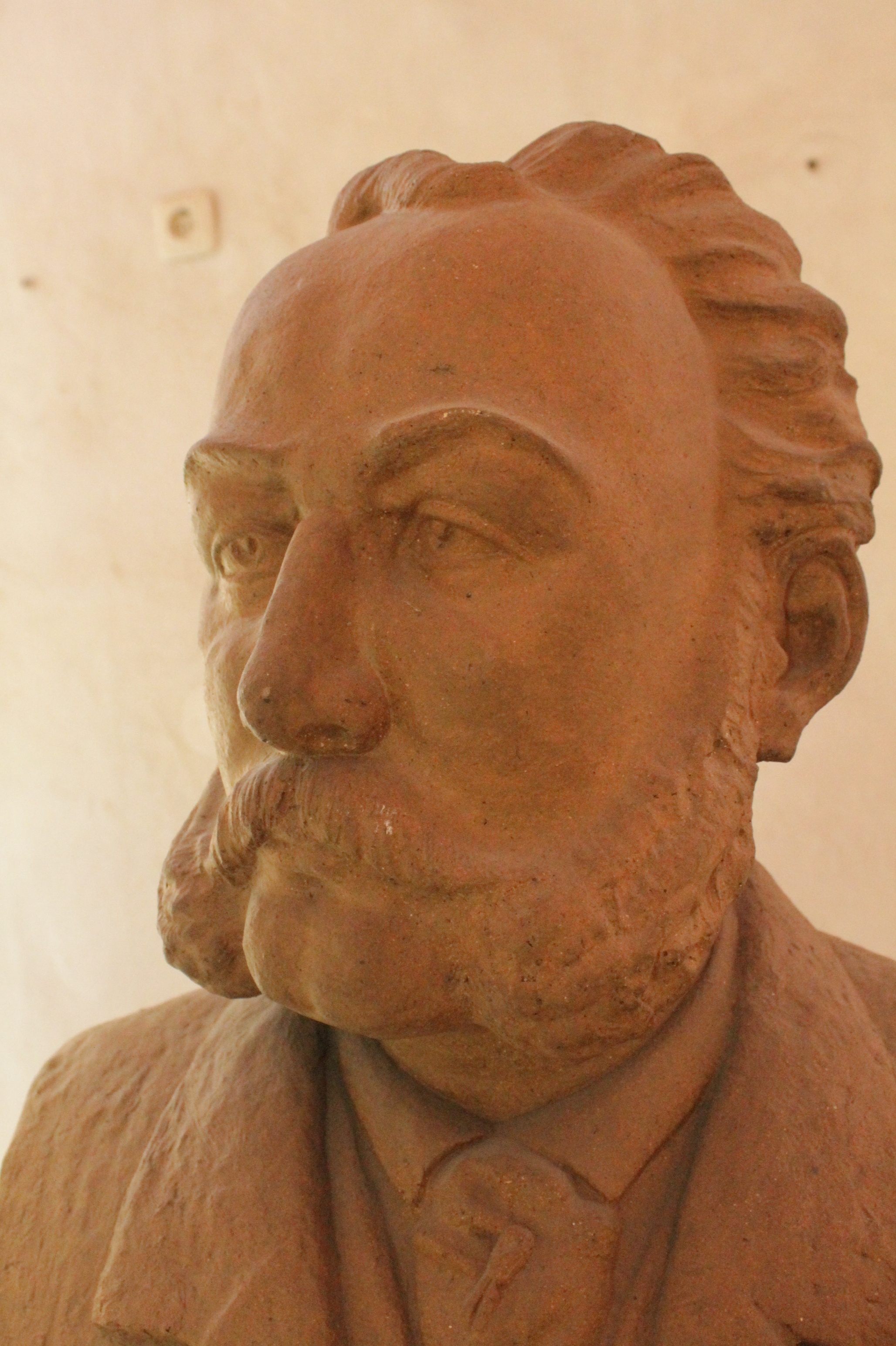
Gottfried Heinrich Mezler

Johann Gottfried Heinrich Melzer (* 2. März 1820 in Niederfähre, heute Stadtteil von Meißen; † 2. Januar 1867 in Meißen) war Bossierer (Porzellanmassenformer) an der Königlichen Porzellanmanufaktur Meißen.

## Wirkung
Zwischen 1845 und 1855 entwickelte er eine weiße, feuerfeste, haarrissfreie Ofenkachel. Am 13. April 1855 erhielt er vom Sächsischen Innenministerium ein „Königliches Privilegium“ für seine „Meißner Patentkachel“. Melzer legte damit den Grundstein der Meißner Ofenkeramik-Industrie (Teichert-Werke).
Melzer erfand auch die farbig emaillierten Stecknadelköpfchen.